# 保河 (亞琛)
50°46′37.63″N 6°5′53.52″E / 50.7771194°N 6.0982000°E

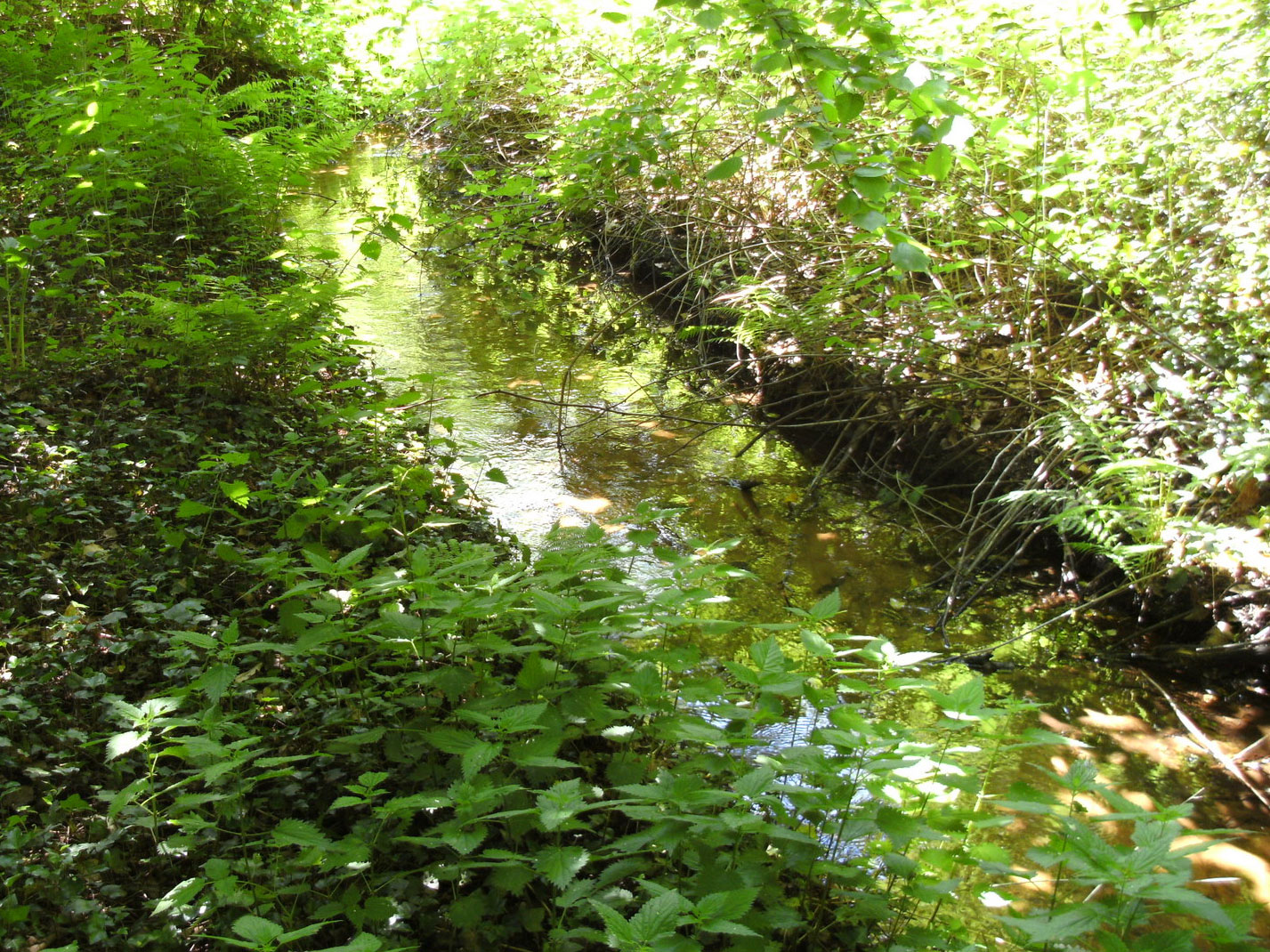

保河（德語：Pau），是德國的河流，位於該國西部，處於北萊茵-威斯特法倫州，屬於武爾姆河的支流，流經亞琛，河道全長4.2公里，流域面積9.9平方公里。